# Politisches System Äthiopiens
Das Politische System Äthiopiens der Demokratischen Bundesrepublik Äthiopien ist nominell eine parlamentarische Demokratie mit bundesstaatlich-föderativer Ordnung und richtet sich nach der Verfassung vom 22. August 1995.
Das System des ethnischen Föderalismus, das auf gegenseitiger Toleranz und Minderheitenschutz basiert, vermindert die traditionelle Vorherrschaft der Amharen in Äthiopien, das wie die meisten Staaten des Kontinents ein Vielvölkerstaat ist. Während der Amtszeit des 2012 verstorbenen Premierministers Meles Zenawi verstärkte sich in der praktischen Politik der Regierung ein Trend in Richtung Autoritarismus. Im Demokratieindex der Zeitschrift The Economist fiel das Land zwischen 2006 und 2012 von Platz 105 auf Platz 123 von 167 Ländern. Wurde es 2006 noch den sogenannten Hybridregimen zugerechnet, gilt es seit 2010 als autoritäres Regime. Auch nach dem Machtwechsel hat sich die politische Lage nicht verbessert.

## Politische Entwicklung
Äthiopien war vor 1975 unter dem Namen Kaiserreich Abessinien ein absolutistisch regiertes Kaiserreich. Es galt bis dahin als das älteste noch bestehende Staatsgebilde der Welt (Die Wurzeln dieses Kaiserreichs reichten bis zum Königreich Aksum im 5. Jahrhundert zurück.).
Der Staat Äthiopien ist das einzige Land Afrikas, welches nie unter europäische Kolonialherrschaft geriet; es konnte sich bereits im 19. Jahrhundert gegen die italienischen Invasoren behaupten (es war selbst im Zweiten Weltkrieg lediglich kurzzeitig von Italien besetzt). Italien konnte sich damals lediglich die Kolonie Eritrea einverleiben. Vielmehr versuchte das Kaiserreich seine eigenen imperialistischen Pläne in die Tat umzusetzen und machte sich daran, die Gebiete, welche von Oromo und Somali bevölkert waren, sich einzuverleiben.

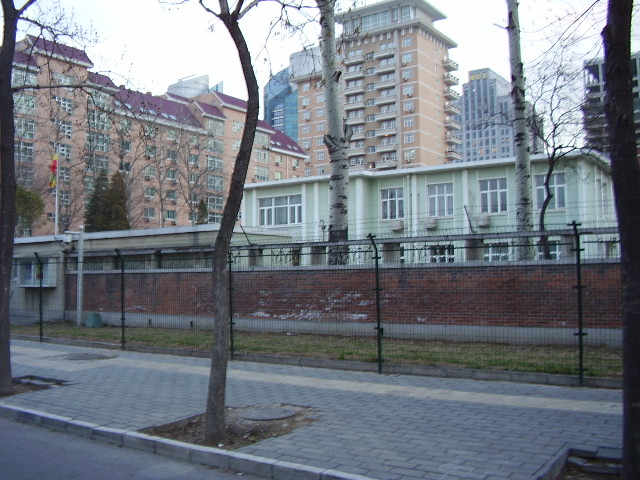
Äthiopische Botschaft in Peking

Die erste Verfassung gab sich das Land im Jahr 1931, die Verfassung des Kaiserreichs Abessinien von 1931. Das Land Abessinien war von da an formal eine konstitutionelle Monarchie.  Dennoch stand der Kaiser (Negus) über der Exekutive, der Legislative und der Judikative. Äthiopien war von 1936 bis 1941 vom faschistischen Italien besetzt und Teil des italienischen Kolonialgebiets Italienisch-Ostafrika. Nach der Befreiung des Landes im Zweiten Weltkrieg  gab sich das Kaiserreich 1955 eine neue Verfassung, welches allerdings ebenfalls die Stellung des Kaisers nicht antastete. 1952 bis 1962 wurde die ehemalige italienische Kolonie Eritrea schrittweise in den Staat eingegliedert.
Im Jahre 1974 kam es im Land zu Revolten, sodass der Kaiser gestürzt, das kaiserliche Parlament aufgelöst und die Monarchie abgeschafft wurde. Ein Provisorischer Militärverwaltungsrat (DERG) übernahm die Kontrolle und errichtete eine kommunistische Republik, welches sich eng an den Ostblock anlehnte. Äthiopien war somit eine sozialistische Militärdiktatur. Es formierten sich im ganzen Land verschiedene konservative, nationalistische und kommunistische Widerstandsgruppen, welche das neue Militärregime stürzen wollten.
1984 formierte das kommunistische Regime selbst eine eigene marxistische Einheitspartei, die Arbeiterpartei Äthiopiens. Mit Inkrafttreten einer neuen Verfassung im Jahr 1987 ging die Militärherrschaft in ein ziviles Regierungssystem über. Im Jahr 1991 nahmen verschiedene Befreiungsbewegungen die Hauptstadt Addis Abeba ein und stürzten das sozialistische System. Es wurde bis 1995 die Übergangsregierung Äthiopiens gebildet. Die ehemalige Provinz Eritrea trat bereits 1993 aus dem äthiopischen Staatsgebiet aus.

## Verfassung
Entsprechend der Verfassung vom 22. August 1995 ist Äthiopien ein föderaler und demokratischer Staat mit einem pluralistischen Mehrparteiensystem. Die äthiopische Verfassung selbst garantiert die Grundrechte, darunter auch die Menschenrechte. Die Verfassungsideale decken sich aber oft nicht mit der Realität. So sind Frauenrechte trotz verfassungsmäßigen Diskriminierungsverbotes und Anstrengungen der Regierung nicht durchgehend verwirklicht. Die Verfassung schützt allerdings die Rechte der Kinder.

## Exekutive
Der Präsident wird nach der Verfassung von 1995 vom Volksrepräsentantenhaus für eine Amtszeit von 6 Jahren ernannt und darf keiner Partei angehören. Staatspräsidentin ist seit 25. Oktober 2018 Sahle-Work Zewde. Die Exekutivgewalt liegt allerdings beim Ministerpräsidenten, der auch Oberbefehlshaber der Streitkräfte ist. Er wird in der Regel zumeist von der Partei, welche die vorangegangene Parlamentswahl gewonnen hat, gestellt.
Der Ministerrat setzt sich zusammen aus dem Ministerpräsidenten, dem Vize-Ministerpräsidenten, verschiedenen Ministern und Personen, die vom Rat der Vertreter der Völker in den Ministerrat einberufen werden. Ministerpräsident des Landes ist seit April 2018 Abiy Ahmed von der EPRDF.

## Legislative
Die Legislative auf Bundesebene liegt beim Zweikammerparlament (Parlamentarische Bundesversammlung, amharisch Shengo), bestehend aus dem Volksrepräsentantenhaus (amharisch: Yehizbtewekayoch Mekir Bet oder kurz auch Parlama) – mit maximal 550 Abgeordneten, welche auf fünf Jahre direkt gewählt werden – und dem Bundeshaus (Yefedereshn Mekir Bet) mit 117 Mitgliedern. Die 117 Abgeordnete des Bundesrates werden jeweils von je einer der Volksgruppen des Landes gestellt, Völker mit mehr als einer Million Angehörigen stellen noch einen Abgeordneten zusätzlich. Es gibt einen vom Parlament eingesetzten Ombudsmann sowie eine Menschenrechtskommission des Parlaments.
Die neun Regionen haben eigene Landesparlamente, welche direkt gewählt werden.
Daneben gibt es außerparlamentarische, teilweise illegale Parteien und Widerstandsbewegungen.

## Judikative
Der Präsident des Obersten Bundesgerichtshof wird genauso wie der Vizepräsident vom Ministerpräsidenten vorgeschlagen und vom Volksrepräsentantenhaus ernannt; für weitere Richter des Bundes legt der Ministerpräsident eine Liste von Kandidaten vor, welche  vom Gerichtlichen Bundesverwaltungsrat ausgewählt wurden, die dann dem Volksrepräsentantenhaus zur Ernennung überreicht wird.
Die Unabhängigkeit der Justiz ist verfassungsmäßig verankert. Die Justiz ist allerdings überlastet. Die Bereitstellung von Mitteln für Justiz und öffentliche Verwaltung sind weiterhin unzureichend.

## Verwaltung

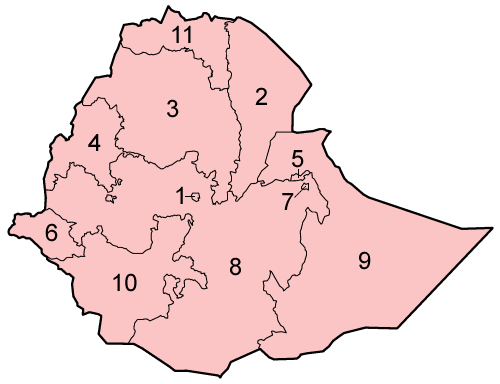
Regionen Äthiopiens

In Äthiopien haben die 9 größten Volksgruppen eigene Bundesstaaten (amharisch: kililoch, singular — kilil). Die Bundesrepublik ist in insgesamt 9 Bundesstaaten gegliedert, welche nach der Verfassung von 1995 sogar ein Recht darauf haben, aus der Bundesrepublik auszutreten. Sie verfügen zudem über eigene Legislativ- und Exekutivorgane.
Zudem gibt es zwei unabhängige Städte (astedader akababiwach, singular — astedader akabibi): Addis Ababa (1) und Dire Dawa (5).
Die neun Regionen sind Afar (2), Amhara (3), Benishangul/Gumaz (4), Gambela (6), Harar (7), Oromia (8), Somali (9), Region der südlichen Nationen, Nationalitäten und Völker (10) und Tigray (11).